# 上富良野駅
上富良野駅（かみふらのえき）は、北海道空知郡上富良野町中町1丁目1にある北海道旅客鉄道（JR北海道）富良野線の駅。事務管理コードは▲121705。駅番号はF39。かつては急行列車の停車駅でもあった。

## 歴史

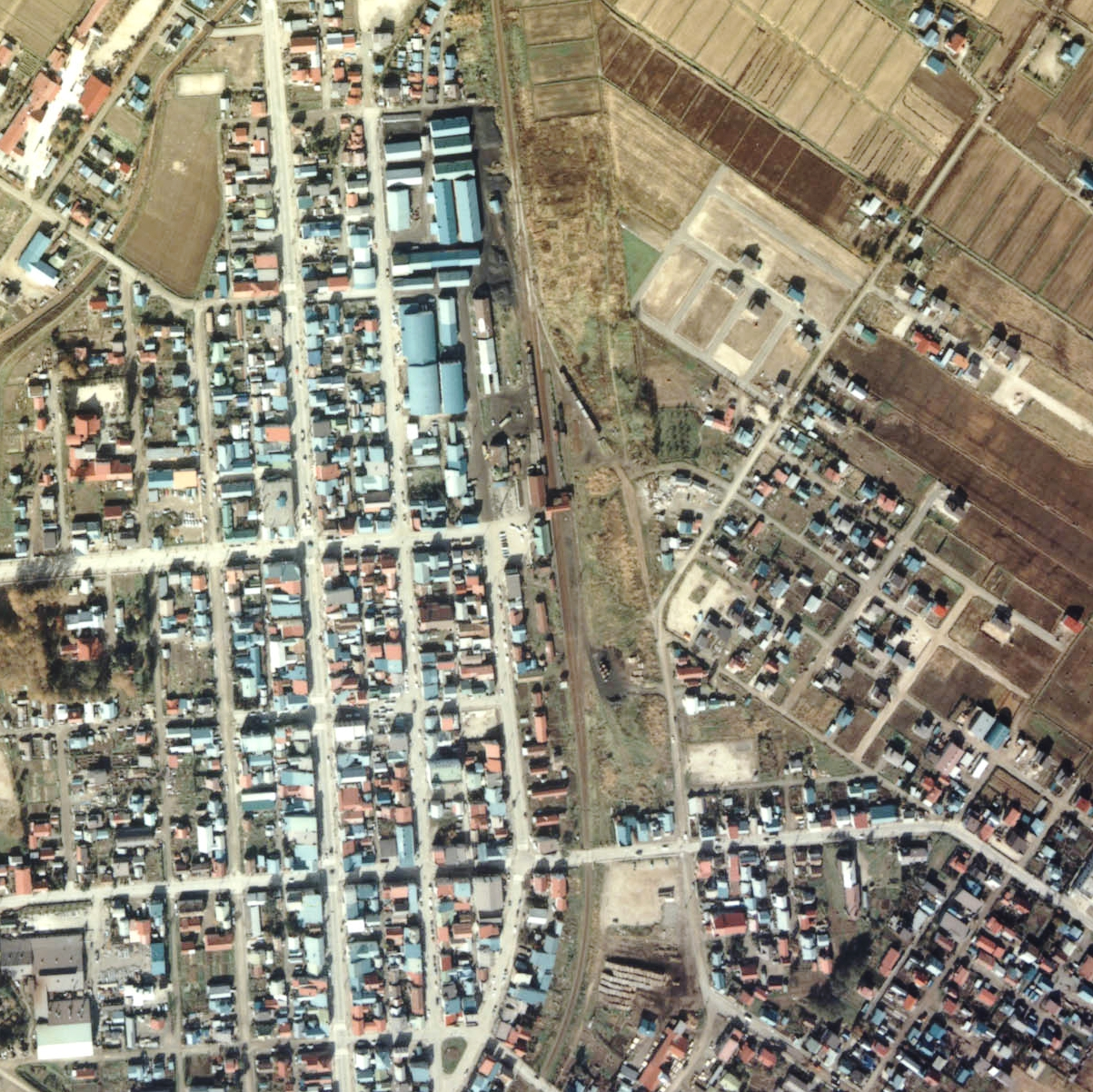
1977年の上富良野駅と周囲約750m範囲。下が富良野方面。

- 1899年（明治32年）11月15日：北海道官設鉄道十勝線美瑛駅 - 当駅間開業にともない開業[1]。一般駅[1]。
- 1900年（昭和33年）8月1日：当駅 - 下富良野駅（現在の富良野駅）間延伸開業。
- 1905年（明治38年）4月1日：鉄道作業局に移管[1]。
- 1909年（明治42年）10月12日：所属路線が釧路線に改称。
- 1913年（大正2年）11月10日：所属路線が富良野線に改称。
- 1931年（昭和6年）7月：駅前倉庫への放火により、貨物庫・下り乗降場・待合室・公衆便所を全焼。このほか市街15棟を焼く[5]。
- 1933年（昭和8年）6月：駅前の料理店への放火により駅前で13棟全焼の火災。駅本屋・物置・公衆便所を焼失[5]。
- 1949年（昭和24年）6月1日：公共企業体である日本国有鉄道に移管。
- 1982年（昭和57年）11月15日：貨物扱い廃止[1]。
- 1984年（昭和59年）2月1日：荷物扱い廃止[1]。
- 1987年（昭和62年）4月1日：国鉄分割民営化により、北海道旅客鉄道（JR北海道）の駅となる[1]。
- 2022年（令和4年）：上富良野町が令和4年度の当初予算に当駅の改修費用を計上し、秋の改修開始を目指したが[6]、同年9月まで改修開始が困難となり[7]、実質的に頓挫した。
  - 改修は同町が舞台の三浦綾子原作の小説「泥流地帯」を、町と協定を結んだ制作会社により映画化する計画に関連し、当駅をロケ地とする計画であったことによるもの[6]。製作会社による制作開始が停滞し改修に入れず[7]、その後同年11月に町は制作会社との協定を解消した[8]。

## 駅構造
2面2線の相対式ホームを持つ地上駅。ホーム間の移動は跨線橋を使う。
北海道ジェイ・アール・サービスネットが駅業務を受託する業務委託駅であり、みどりの窓口が設置されている。構内には当地の名物でもあるラベンダーが植えられ、季節にはその花を見ることが出来る。

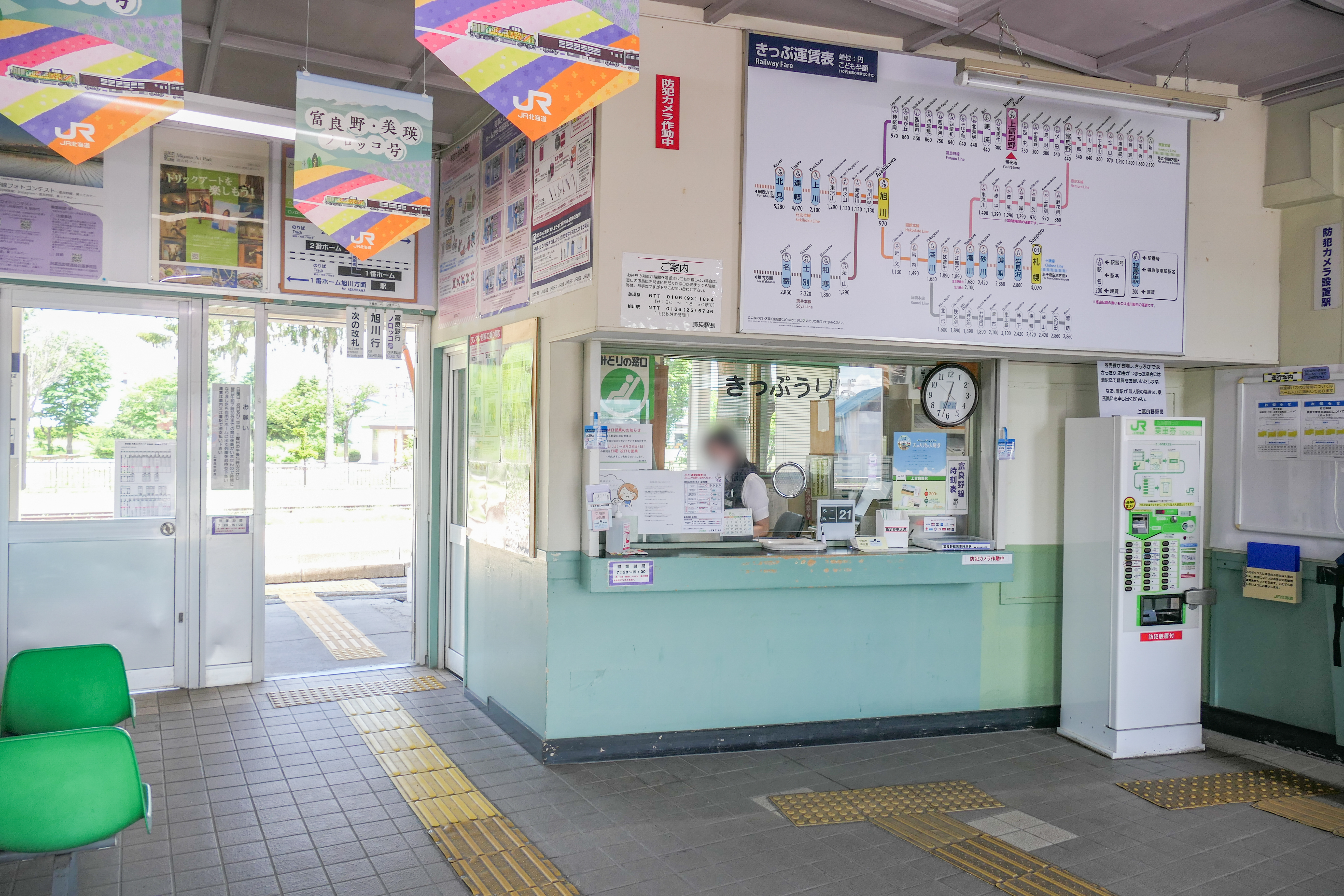
改札口（2022年6月）
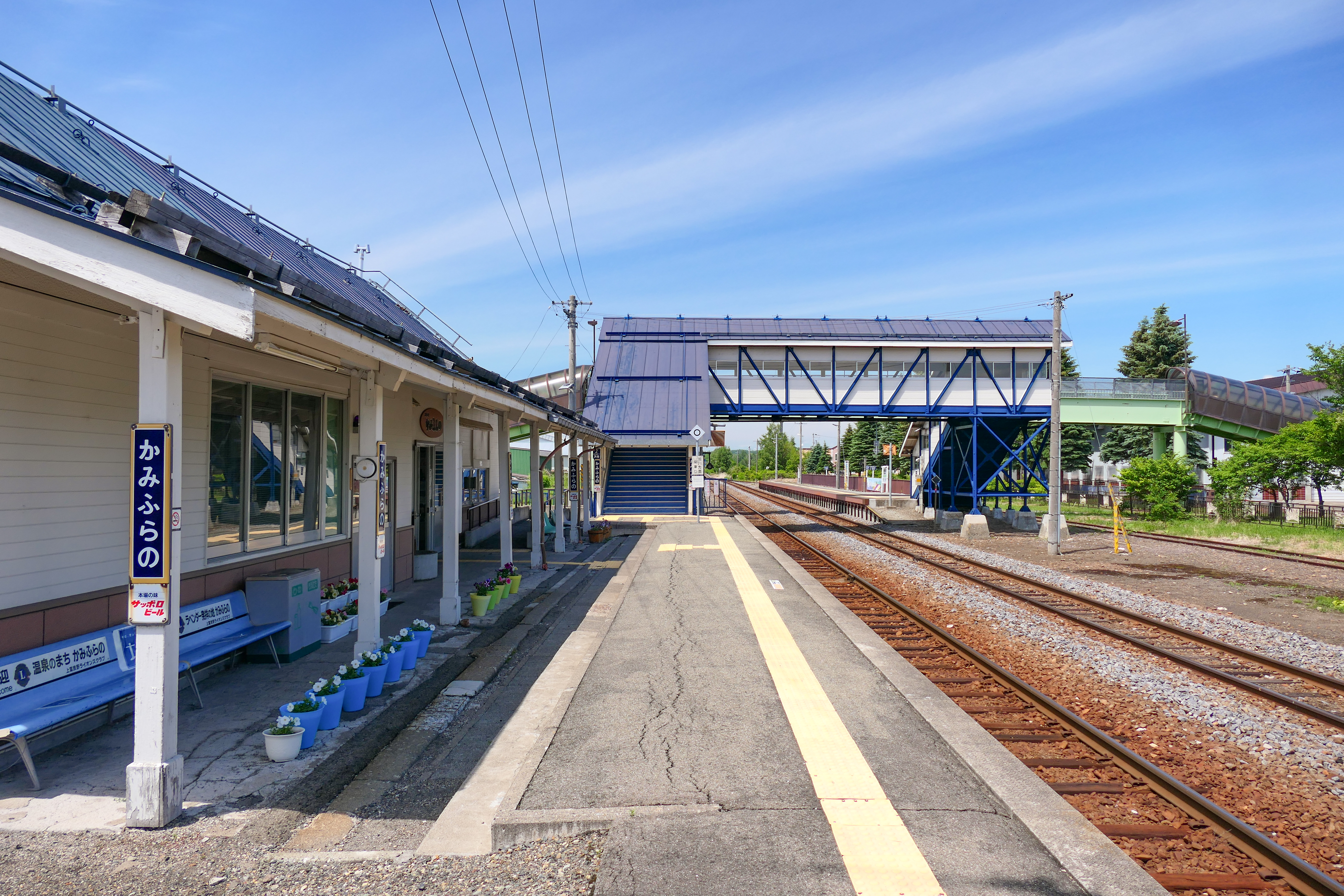
1番線ホーム（2022年6月）
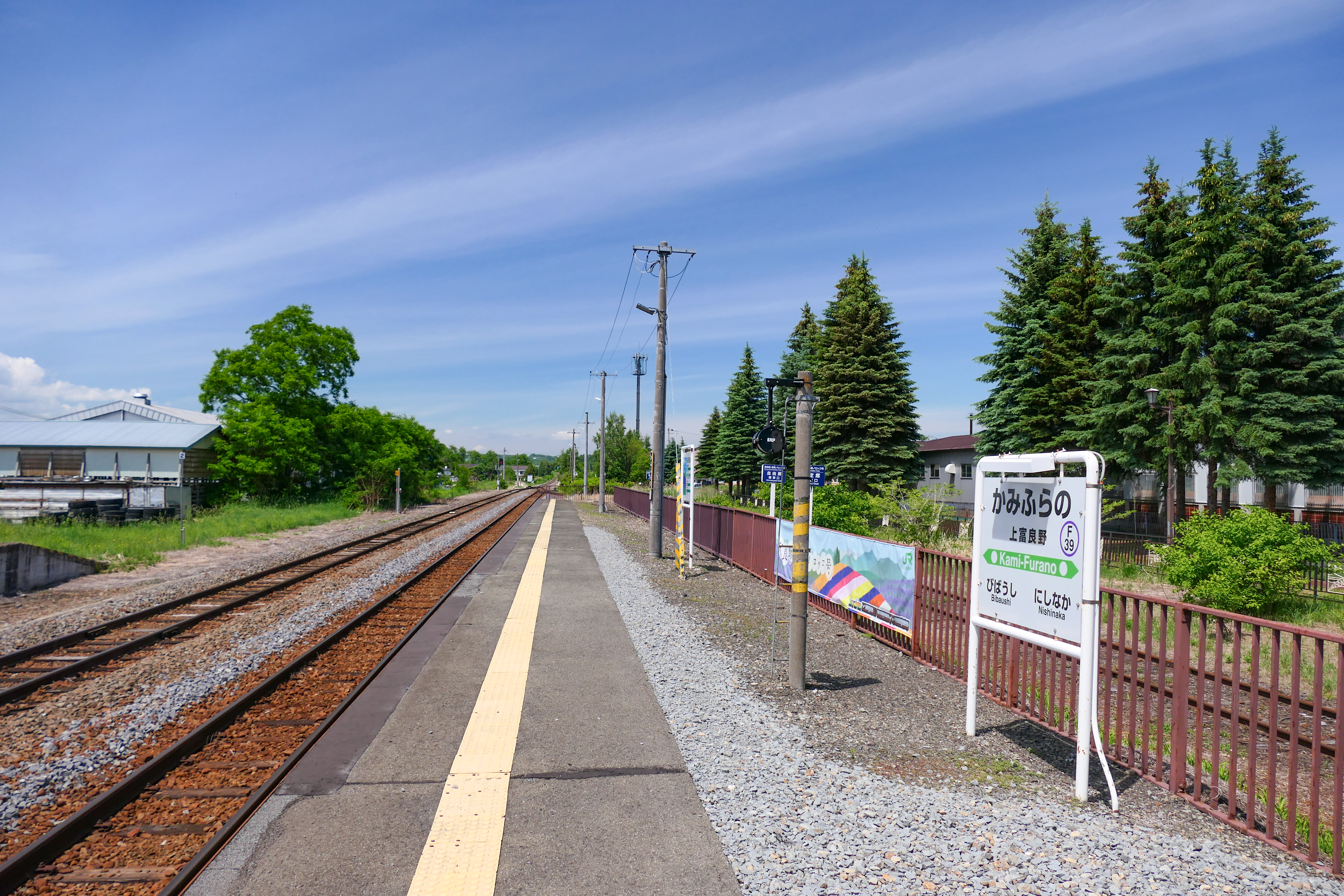
2番線ホーム（2022年6月）
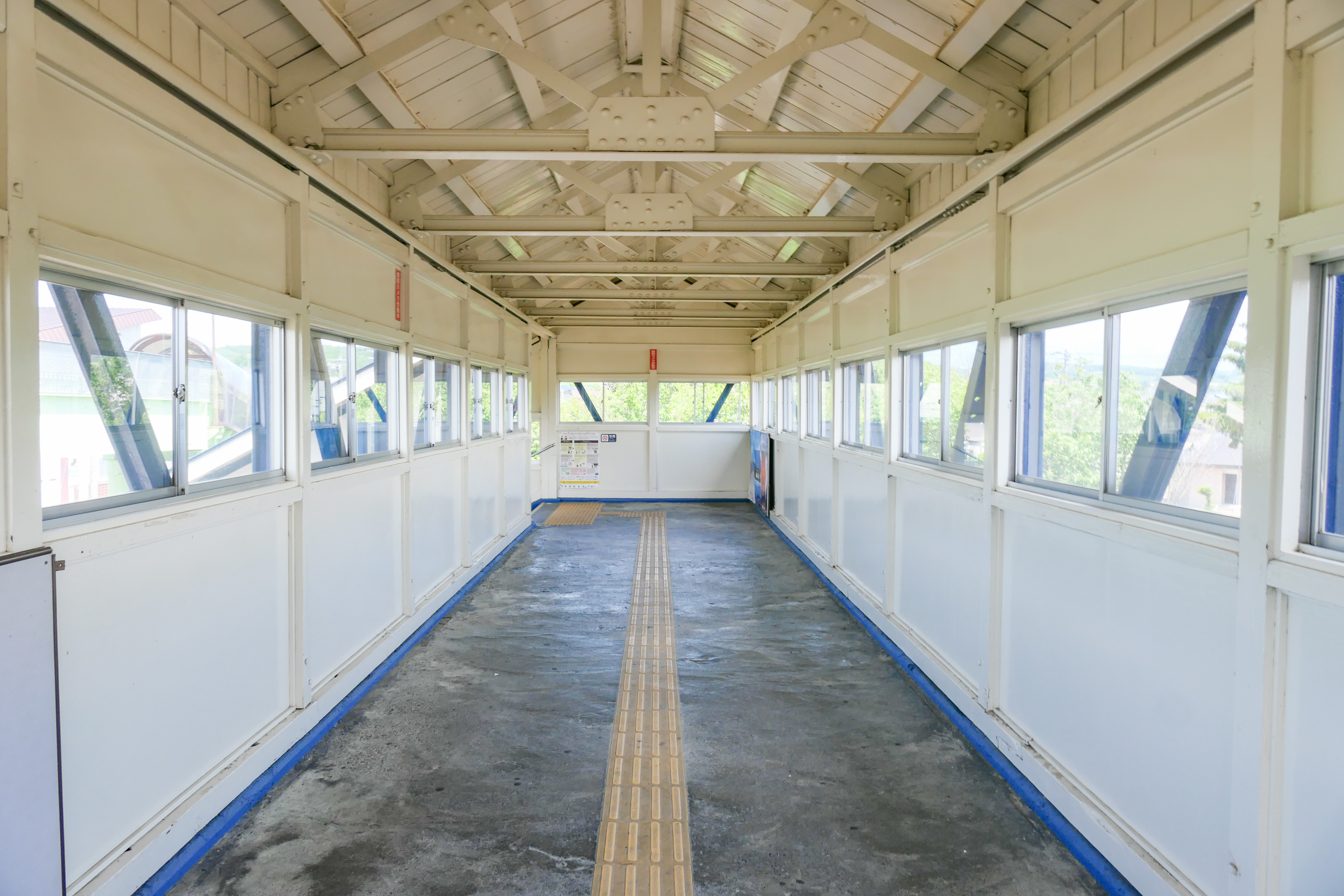
跨線橋内部（2022年6月）
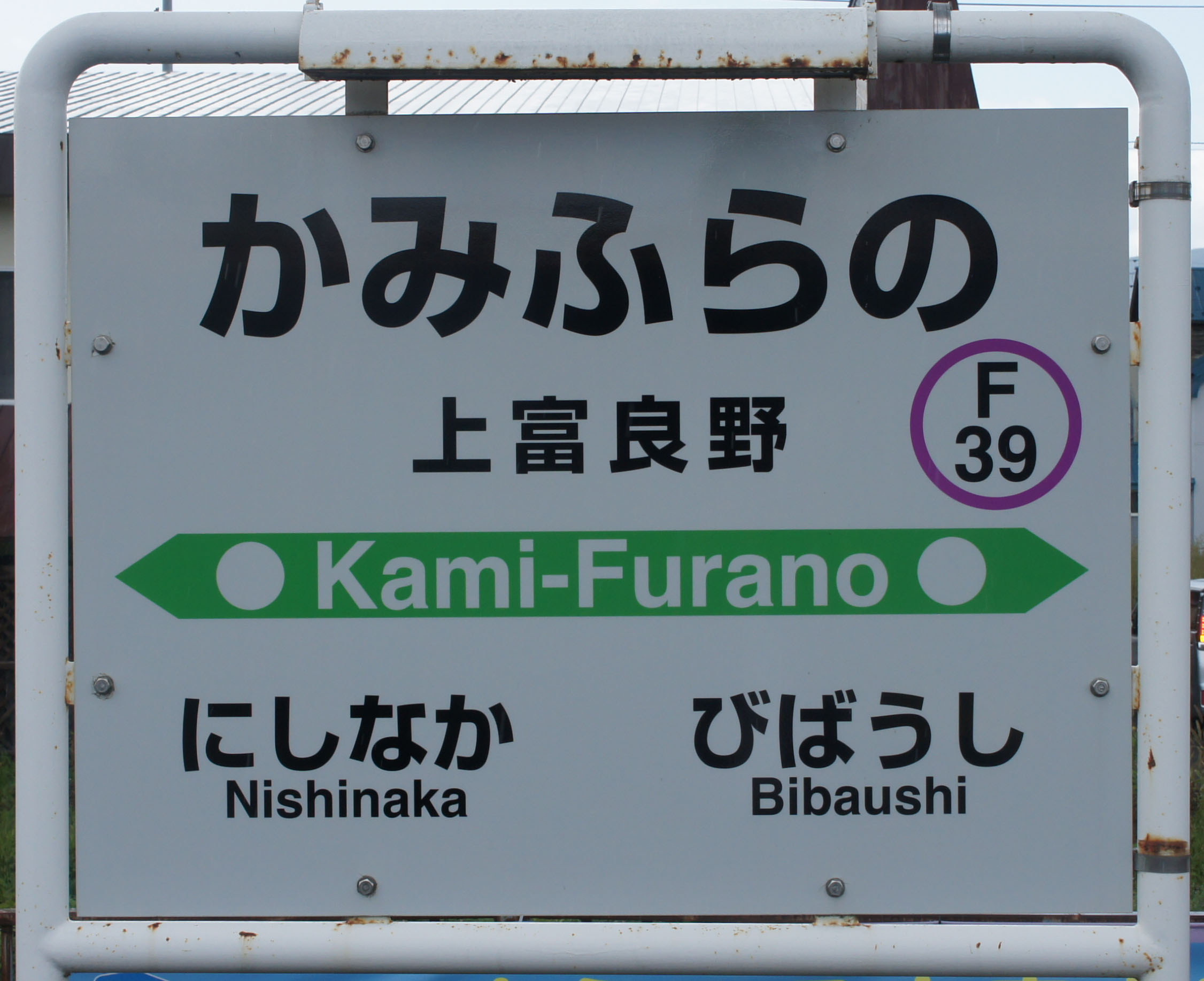
駅名標（2017年8月）

## 利用状況
乗車人員の推移は以下のとおり。年間の値のみ判明している年については、当該年度の日数で除した値を括弧書きで1日平均欄に示す。乗降人員のみが判明している場合は、1/2した値を括弧書きで記した。
また、「JR調査」については、当該の年度を最終年とする過去5年間の各調査日における平均である。
| 年度               | 乗車人員 | 乗車人員 | 乗車人員 | 出典              | 備考                   |
| 年度               | 年間     | 1日平均  | JR調査   | 出典              | 備考                   |
| ------------------ | -------- | -------- | -------- | ----------------- | ---------------------- |
| 1992年（平成04年） |          | (709.0)  |          | [ 9 ]             | 1日平均乗降客数1,418人 |
| 1993年（平成05年） | 222,650  | 610      |          | [ 11 ]            |                        |
| 1994年（平成06年） | 215,350  | 590      |          | [ 11 ]            |                        |
| 1995年（平成07年） | 202,210  | 554      |          | [ 11 ]            |                        |
| 1996年（平成08年） | 199,104  | 544      |          | [ 11 ]            |                        |
| 1997年（平成09年） | 178,850  | 490      |          | [ 11 ]            |                        |
| 1998年（平成10年） | 160,965  | 441      |          | [ 11 ]            |                        |
| 1999年（平成11年） | 155,490  | 426      |          | [ 11 ]            |                        |
| 2000年（平成12年） | 152,988  | 418      |          | [ 11 ]            |                        |
| 2001年（平成13年） | 147,460  | 404      |          | [ 11 ]            |                        |
| 2002年（平成14年） | 136,510  | 374      |          | [ 11 ]            |                        |
| 2003年（平成15年） | 137,605  | 377      |          | [ 11 ]            |                        |
| 2004年（平成16年） | 128,845  | 353      |          | [ 11 ]            |                        |
| 2005年（平成17年） | 132,130  | 362      |          | [ 11 ]            |                        |
| 2006年（平成18年） | 124,065  | 339      |          | [ 11 ]            |                        |
| 2007年（平成19年） | 124,465  | 341      |          | [ 11 ]            |                        |
| 2008年（平成20年） | 127,385  | 349      |          | [ 11 ]            |                        |
| 2009年（平成21年） | 127,750  | 350      |          | [ 11 ]            |                        |
| 2010年（平成22年） | 127,750  | 350      |          | [ 11 ]            |                        |
| 2011年（平成23年） | 124,100  | 340      |          | [ 11 ]            |                        |
| 2012年（平成24年） | 128,480  | 352      |          | [ 11 ]            |                        |
| 2013年（平成25年） | 126,290  | 346      |          | [ 11 ]            |                        |
| 2014年（平成26年） | 121,545  | 333      |          | [ 11 ]            |                        |
| 2015年（平成27年） | 119,355  | 327      |          | [ 11 ]            |                        |
| 2016年（平成28年） | 126,290  | 346      | 287.0    | [ 11 ] [ JR北 1 ] |                        |
| 2017年（平成29年） | 126,655  | 347      | 280.8    | [ 11 ] [ JR北 2 ] |                        |
| 2018年（平成30年） |          |          | 275.0    | [ JR北 3 ]        |                        |
| 2019年（令和元年） |          |          | 269.2    | [ JR北 4 ]        |                        |
| 2020年（令和02年） |          |          | 260.8    | [ JR北 5 ]        |                        |
| 2021年（令和03年） |          |          | 247.4    | [ JR北 6 ]        |                        |
| 2022年（令和04年） |          |          | 237.6    | [ JR北 7 ]        |                        |
| 2023年（令和05年） |          |          | 228.4    | [ JR北 8 ]        |                        |

## 駅周辺
大きな市街地がある。上富良野町の中心駅。
- 国道237号
- 上富良野町役場
- 富良野警察署上富良野交番
- 陸上自衛隊上富良野駐屯地
- 上富良野郵便局
- 旭川信用金庫上富良野支店
- ふらの農業協同組合（JAふらの）上富良野支所
  - ふらのバス・道北バス・十勝バス・北海道拓殖バス「上富良野」停留所
- 北海道上富良野高等学校
- 日の出公園（夏季・大規模ラベンダー園/冬季・日の出山スキー場）
- 上富良野町営バス「駅前」停留所（吹上温泉方面など）

## 隣の駅
北海道旅客鉄道（JR北海道）
■富良野線
美馬牛駅 (F38) - 上富良野駅 (F39) - *西中駅 (F40) - （臨）ラベンダー畑駅 (F41) - 中富良野駅 (F42)
*:一部の列車は西中駅を通過する。

### JR北海道
1. ↑  「富良野線（富良野・旭川間）」（PDF）『線区データ（当社単独では維持することが困難な線区）』、北海道旅客鉄道、2017年12月8日。オリジナルの2017年12月9日時点におけるアーカイブ。2017年12月10日閲覧。
2. ↑  「富良野線（富良野・旭川間）」（PDF）『線区データ（当社単独では維持することが困難な線区）(地域交通を持続的に維持するために)』、北海道旅客鉄道株式会社、3頁、2018年7月2日。オリジナルの2018年8月18日時点におけるアーカイブ。2018年8月18日閲覧。
3. ↑  “富良野線（富良野・旭川間）” (PDF). 線区データ（当社単独では維持することが困難な線区）(地域交通を持続的に維持するために).   北海道旅客鉄道. p. 3 (2019年10月18日). 2019年10月18日時点のオリジナルよりアーカイブ。2019年10月18日閲覧。
4. ↑  “富良野線（富良野・旭川間）” (PDF). 地域交通を持続的に維持するために > 輸送密度200人以上2,000人未満の線区（「黄色」8線区）.   北海道旅客鉄道. p. 3 (2020年10月30日). 2020年11月2日時点のオリジナルよりアーカイブ。2020年11月4日閲覧。
5. ↑  “駅別乗車人員  特定日調査（平日）に基づく”.   北海道旅客鉄道. 2022年8月3日時点のオリジナルよりアーカイブ。2022年8月14日閲覧。
6. ↑  “駅別乗車人員  特定日調査（平日）に基づく”.   北海道旅客鉄道. 2022年9月3日時点のオリジナルよりアーカイブ。2022年9月3日閲覧。
7. ↑  “駅別乗車人員  特定日調査（平日）に基づく”.   北海道旅客鉄道. 2023年11月10日時点のオリジナルよりアーカイブ。2023年11月10日閲覧。
8. ↑  “駅別乗車人員  特定日調査（平日）に基づく”.   北海道旅客鉄道 (2024年). 2024年9月9日時点のオリジナルよりアーカイブ。2024年9月9日閲覧。